# واحد إثنان ثلاثة أربعة خمسة
"واحد، اثنان، ثلاثة، أربعة، خمسة" (المعروف أيضًا باسم "1، 2، 3، 4، 5" أو "1، 2، 3، 4، 5، بمجرد اصطياد سمكة حية" في النسخ الأخرى) هو قافية الحضانة وقافية العد التدريجي.  لها رقم فهرس الأغنية الشعبية الرودية وهو 13530 

## النص واللحن
النسخة الحديثة الشائعة هي:
واحد، اثنان، ثلاثة، أربعة، خمسة

مرة واحدة أمسكت سمكة على قيد الحياة

ستة، سبعة، ثمانية، تسعة، تسعة، عشرة

ثم أتركه يذهب مرة أخرى.

لماذا تركته يذهب؟

لأنّه قلّص إصبعي هكذا.

-أي اصبع قضمه؟

هذا الإصبع الصغير على يميني.

## أصل

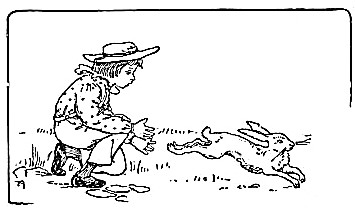
رسم توضيحي للقصيدة من كتاب أغاني الأطفال لعام 1901

هذه واحدة من العديد من قوافي العد. تم تسجيلها لأول مرة في أغنية Mother Goose حوالي عام 1765. مثلها مثل معظم الإصدارات حتى أواخر القرن التاسع عشر، كانت تحتوي على المقطع الأول فقط وتتعامل مع الأرنب، وليس السمكة، بالكلمات:
واحد، اثنان، ثلاثة، أربعة، وخمسة،
أمسكت بأرنب حي.
ستة، سبعة، ثمانية، تسعة وعشرة،
لقد سمحت له بالذهاب مرة أخرى. 
النسخة الحديثة مستمدة من ثلاثة اختلافات جمعها هنري بولتون في سنة 1880م من أمريكا. 

## أنظر أيضا
- قائمة أغاني الحضانة

## ملحوظات
إيونا أرشيبالد أوبي (1997). قاموس أكسفورد لأغاني الحضانة (ط. الثانية). مطبعة جامعة أكسفورد. ص. 334–335.
1. ↑  Iona and Peter Opie (1997) [1951]. The Oxford Dictionary of Nursery Rhymes (ط. 2nd). Oxford University Press. ص. 334–335.
2. ↑  "Roud Number 13530". Vaughan Williams Memorial Library. مؤرشف من الأصل في 2023-11-01.
3. ↑  Lansky، Vicki (1 فبراير 2009). Games Babies Play: From Birth to Twelve Months. Book Peddlers. ص. 76. ISBN:9781931863650. مؤرشف من الأصل في 2023-11-01.
4. 1 2  Iona and Peter Opie (1997) [1951]. The Oxford Dictionary of Nursery Rhymes (ط. 2nd). Oxford University Press. ص. 334–335.Iona and Peter Opie (1997) [1951]. The Oxford Dictionary of Nursery Rhymes (2nd ed.). Oxford University Press. pp. 334–335.